# Oekraïne op het Eurovisiesongfestival 2020
Oekraïne zou deelnemen aan het Eurovisiesongfestival 2020 in Rotterdam, Nederland. Het zou de 16de deelname van het land aan het Eurovisiesongfestival geweest zijn. NTU was verantwoordelijk voor de Oekraïense bijdrage voor de editie van 2020.

## Selectieprocedure
Oekraïne trok zich laattijdig terug voor deelname aan het Eurovisiesongfestival 2019 vanwege controverse rond de geselecteerde kandidate Maruv. De nationale omroep gaf echter meteen aan te zullen deelnemen aan het Eurovisiesongfestival 2020.
Vidbir, de Oekraïense preselectie verliep over drie shows. Er werden eerst twee halve finales georganiseerd, waarin telkens acht artiesten het tegen elkaar opnamen. Een vakjury, bestaande uit Tina Karol, Andrej Michajlovitsj en Vitalij Drozdov, en de televoters stonden elk in voor de helft van de punten. Bij een gelijkstand werd de voorkeur gegeven aan de artiest die beter scoorde bij het grote publiek. Van de acht acts gingen er telkens drie door naar de finale, waarin volgens dezelfde formule gewerkt werd. Uiteindelijk ging Go_A met de zegepalm aan de haal.

## Vidbir 2020

### Halve finales
8 februari 2020
| Plaats | Artiest       | Lied              | Jury | Publiek | Totaal |
| ------ | ------------- | ----------------- | ---- | ------- | ------ |
| 1      | Krutь         | 99                | 8    | 8       | 16     |
| 2      | Go_A          | Solovej           | 6    | 7       | 13     |
| 3      | Jerry Heil    | Vegan             | 7    | 6       | 13     |
| 4      | Cloudless     | Drown me down     | 5    | 5       | 10     |
| 5      | Katja Tsjilly | Pich              | 4    | 3       | 8      |
| 6      | Gio Dara      | Feeling so lost   | 2    | 4       | 6      |
| 7      | [О]           | Tam koedy ja jdoe | 3    | 2       | 5      |
| 8      | Assol         | Save it           | 1    | 1       | 2      |

15 februari 2020
| Plaats | Artiest               | Lied          | Jury | Publiek | Totaal |
| ------ | --------------------- | ------------- | ---- | ------- | ------ |
| 1      | Tvorchi               | Bonfire       | 8    | 8       | 16     |
| 2      | Khayat                | Call for love | 7    | 7       | 14     |
| 3      | David Axelrod         | Horizon       | 6    | 5       | 11     |
| 4      | Oleksandr Poriadinsky | Savior        | 2    | 6       | 8      |
| 5      | Elina Ivasjtsjenko    | Get up        | 4    | 4       | 8      |
| 6      | Moonzoo & FMF Sure    | Maze          | 5    | 2       | 7      |
| 7      | Fo Sho                | Blck Sqr      | 3    | 3       | 6      |
| 8      | Garna                 | Who we are    | 1    | 1       | 2      |

### Finale
22 februari 2020
| Plaats | Artiest       | Lied          | Jury | Publiek | Totaal |
| ------ | ------------- | ------------- | ---- | ------- | ------ |
| 1      | Go_A          | Solovej       | 6    | 6       | 12     |
| 2      | Khayat        | Call for love | 4    | 5       | 9      |
| 3      | Krutь         | 99            | 5    | 4       | 9      |
| 4      | Tvorchi       | Bonfire       | 2    | 3       | 5      |
| 5      | David Axelrod | Horizon       | 3    | 2       | 5      |
| 6      | Jerry Heil    | Vegan         | 1    | 1       | 2      |

## In Rotterdam
Oekraïne zou aantreden in de tweede helft van de eerste halve finale, op dinsdag 12 mei 2020. Het Eurovisiesongfestival 2020 werd evenwel geannuleerd vanwege de COVID-19-pandemie.
2003 · 2004 · 2005 · 2006 · 2007 · 2008 · 2009 · 2010 · 2011 · 2012 · 2013 · 2014 · 2015 · 2016 · 2017 · 2018 · 2019-2020 · 2021 · 2022 · 2023 · 2024 · 2025
Albanië · Armenië · Australië · Azerbeidzjan · België · Bulgarije · Cyprus · Denemarken · Duitsland · Estland · Finland · Frankrijk · Georgië · Griekenland · Ierland · IJsland · Israël · Italië · Kroatië · Letland · Litouwen · Malta · Moldavië · Nederland · Noord-Macedonië · Noorwegen · Oekraïne · Oostenrijk · Polen · Portugal · Roemenië · Rusland · San Marino · Servië · Slovenië · Spanje · Tsjechië · Verenigd Koninkrijk · Wit-Rusland · Zweden · Zwitserland